# Abdominaltrauma
Ein Abdominaltrauma, auch Bauchtrauma genannt, ist eine Verletzung des Bauches (Abdomen). Man unterscheidet das häufigere stumpfe vom meist selteneren perforierenden Bauchtrauma.

## Stumpfes Abdominaltrauma

### Identifikation von stumpfen Abdominaltraumata
Ein stumpfes Bauchtrauma erkennt man an der markanten Schonhaltung in Zusammenhang mit der Abwehrspannung des Geschädigten. Weitere Indikatoren sind Prellmarken, Schmerzen, Schockanzeichen und ein anhaltendes Durstgefühl. Zudem spielt der Unfallmechanismus eine Rolle.

### Gefahr von stumpfen Abdominaltraumata
Bei einem stumpfen Abdominaltrauma besteht zum einen die Gefahr des Blutverlustes (äußerlich sowie innerlich) und zum anderen die Gefahr der Infektion durch Austritt von Magen, Darm- oder Blaseninhalt in die Bauchhöhle.

### Vorkommen von stumpfen Abdominaltraumata
Bei Verkehrsunfällen entsteht durch den Aufprall auf die Lenksäule o. Ä. meist ein stumpfes Bauchtrauma. Auch das Überrollt-Werden von einem Fahrzeug (Überrolltrauma) führt häufig zum stumpfen Bauchtrauma.

## Perforierendes Abdominaltrauma
Stichverletzungen im Bauchraum sind eine häufige Ursache für perforierende Abdominaltraumata.

## Organverletzungen
Das Bauchtrauma kann vor allem durch hohen inneren Blutverlust, bei einem Riss der Milz (Milzruptur) oder seltener der Leber (Leberruptur) beziehungsweise der Bauchspeicheldrüse (Pankreas), sehr schnell zur Lebensgefahr durch einen Schock führen. Bei Verletzungen der Hohlorgane, beispielsweise des Darmes, kann im Verlauf eine Entzündung der Bauchhöhle (Peritonitis) entstehen, die ebenfalls lebensbedrohlich werden kann, wenn sie zur Sepsis führt.

## Bauchtrauma in der Schwangerschaft
Die häufigste Todesursache bei Frauen im reproduktiven Alter ist ein traumatisches Ereignis. Während der Schwangerschaft machen Traumata 20 % der nicht geburtshilflichen Todesursachen aus. Darunter fallen vor allem Verkehrsunfälle, Stürze und tätliche Angriffe.
Durch die anatomischen Veränderungen werden vor allem Gebärmutter und Harnblase häufiger verletzt, während Darmverletzungen seltener vorkommen. Der Fetus wird nur selten direkt verletzt, da dieser durch Gebärmutter und Fruchtwasser gut geschützt ist. Trotzdem kann es vor allem durch eine vorzeitige Plazentalösung zum intrauterinen Fruchttod kommen.
Mögliche Verletzungen:
- vorzeitige Plazentalösung
- Verletzungen der Harnwege
- Gebärmutterruptur und direkte fetale Verletzung vor allem bei Beckenfrakturen